# Léo Dubois
Léo Michel Joseph Claude Dubois, född 14 september 1994 i Segré, är en fransk fotbollsspelare som spelar för turkiska Eyüpspor.

## Karriär
Den 21 juli 2022 värvades Dubois av turkiska Galatasaray, där han skrev på ett treårskontrakt.